# 卡特里·阿杜
卡特里·阿杜（西班牙語：Khatri Addouh，1956年8月31日—），萨基亚阿姆拉和里奥德奥罗人民解放阵线成員，2010年7月10日至2020年3月16日担任撒哈拉全国委员会主席。
2016年5月31日至2016年7月12日期间，因时任阿拉伯撒哈拉民主共和国总统穆罕默德·阿卜杜勒-阿齐兹逝世而担任代理總統，同时还兼代理萨基亚阿姆拉和里奥德奥罗人民解放阵线总书记。